# Droste

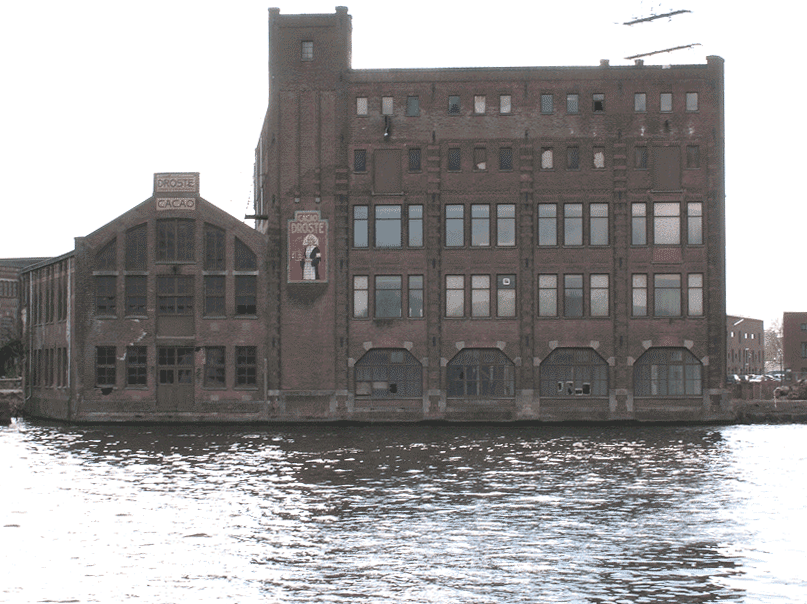
Den tidigare Drostefabriken vid Spaarne i Haarlem

Droste B.V. Vaassen är ett nederländskt företag som tillverkar choklad- och kakaoprodukter. Droste B.V. bildades 1863 i Haarlem. Företaget ingår sedan 1997 som en självständig affärsenhet inom Hosta. Företaget är Nederländernas största chokladproducent och den enda som har hela produktionen i egen regi.
En av Drostes förpackningar för kakao har givit upphov till begreppet Drosteeffekten.